# 제57회 NHK 홍백가합전
《제57회 NHK 홍백가합전》(일본어: 第57回NHK紅白歌合戦 다이고쥬나나카이에누에이치케이코하쿠우타갓센[*])는 2006년 12월 31일에 방송된 통산 57회째인 NHK 홍백가합전이다.

## 소개
아키카와 마사후미가 첫 출장하여, 밀리언셀러를 달성한 노래 「千の風になって」을 불렀다.

## 사회자
- 종합사회 - 미야케 타미오, 쿠로사키 메구미 아나운서
- 홍조(紅組)사회 - 나카마 유키에
- 백조(白組)사회 - 나카이 마사히로
- 라디오 중계 - 오다기리 센, 시마즈 유리코 아나운서

## 특별 심사원
- 와타나베 켄 : 영화 『내일의 기억』, 『이오지마에서 온 편지』의 주연.
- 아키 요코 : 영화감독으로서 『TANNKA 短歌』를 첫 제작. 자수포상을 수여받았다.
- 릴리 프랭키 : 소설 『東京タワー 〜オカンとボクと、時々、オトン〜』이 제 3회 서점 대상을 수상, 200만부를 넘는 베스트셀러가 되었다. 애니메이션 『おでんくん』의 원작자이기도 하다.
- 후지야마 나오미 : 2006년 하반기 연속 TV 소설 『芋たこなんきん』의 주인공 하나오카 마치코 역.
- 우치노 세이요 : 2007년 방영할 NHK 대하드라마 『풍림화산』의 주인공 야마모토 간스케 역.
- 요코미네 사쿠라 : LPGA투어 챔피언십 메이저 첫 우승.
- 다구치 소 : 외야수, 세인트루이스 카디널스 2006년 월드 시리즈 우승.
- 요시다 미야코 : 영국 로열 발레단에서 오랫동안 활동.
- 카마타 미노루 : 의사이자 스와중앙병원 명예원장. NHK 라디오 제1방송 프로그램 『鎌田實のいのちの対話』의 진행자.
- 세토우치 자쿠초 : 2006년 문화훈장 수여 작가.

## 출장가수
진한 글씨는 첫 출장을 나타냄.

괄호 안의 숫자는 출장횟수를 나타냄.

### 1부
- 아카구미(紅組) :
  - mihimaru GT (1) 〈気分上々↑↑〉
  - 보아 (5) 〈七色の明日 〜brand new beat〜〉
  - 나가야마 요코(·카게야마 토키노리) (13) 〈絆〉
  - 사카모토 후유미 (18) 〈祝い酒〉
  - GAM (1)·모닝구무스메 (9) 〈Thanks! 歩いてる 2006 Ambitiousバージョン〉
  - 후지 아야코 (15) 〈雪 深深〉
  - 고다이 나츠코 (13) 〈金木犀〉
  - 히라하라 아야카 (3) 〈誓い〉
  - 오오츠카 아이 (3) 〈恋愛写真〉
  - 코자이 카오리 (14) 〈最北航路〉
  - 나쓰카와 리미 (5) 〈花〜すべての人の心に花を〜〉
  - 모리 마사코 (15) 〈バラ色の未来〉
  - BONNIE PINK (1) 〈A Perfect Sky〉
  - 이시카와 사유리 (29) 〈夫婦善哉〉

- 시로구미(白組) :
  - w-inds. (5) 〈ブギウギ66〉
  - 토바 이치로 (19) 〈兄弟船〉
  - SEAMO (1) 〈マタアイマショウ　紅白ミックス[1]〉
  - 키타야마 타케시 (2) 〈男の拳〉
  - Aqua Timez (1) 〈決意の朝に〉
  - 호소카와 타카시 (32) 〈浪花節だよ人生は〉
  - 스가 시카오 (1) 〈Progress〉
  - 호리우치 타카오 (17) 〈愛しき日々〉
  - 미카와 켄이치 (23) 〈さそり座の女 2006〉
  - ORANGE RANGE (2) 〈チャンピオーネ〉
  - 후세 아키라 (22) 〈イマジン〉
  - 마에카와 키요시(&쿨파이브) (16) 〈長崎は今日も雨だった〉
  - 고스페라즈 (6) 〈ふるさと〉
  - 모리 신이치 (39) 〈おふくろさん〉

### 2부
- 아카구미(紅組) :
  - 아야카 (1) 〈三日月〉
  - 하마사키 아유미 (8) 〈JEWEL〉
  - 나카시마 미카 (5) 〈一色〉
  - aiko (5) 〈瞳〉
  - 고바야시 사치코 (28) 〈大江戸喧嘩花〉
  - 안젤라 아키 (1) 〈HOME〉
  - 미즈모리 카오리 (4) 〈熊野古道〉
  - 이마이 미키 (1) 〈PRIDE〉
  - 와다 아키코 (30) 〈Mother〉
  - 덴도 요시미 (11) 〈いのちの限り〉
  - 코다 쿠미 (2) 〈夢のうた〉
  - DREAMS COME TRUE (11) 〈何度でも LOVE LOVE LOVE 2006〉
  - 가와나카 미유키 (19) 〈ふたり酒〉

- 시로구미(白組) :
  - WaT (2) 〈5センチ。〉
  - 스키마스위치 (2) 〈ボクノート〉
  - TOKIO (13) 〈宙船（そらふね）〉
  - 포르노그라피티 (5) 〈ハネウマライダー〉
  - DJ OZMA (1) 〈アゲ♂アゲ♂EVERY☆騎士〉
  - 사다 마사시 (17) 〈案山子〉
  - 히카와 키요시 (7) 〈一剣〉
  - 토쿠나가 히데아키 (1) 〈壊れかけのRadio〉
  - 아키카와 마사후미 (1) 〈千の風になって〉
  - 코부쿠로 (2) 〈風〉
  - 이츠키 히로시 (36) 〈高瀬舟〉
  - SMAP (14) 〈ありがとう〉
  - 키타지마 사부로 (43) 〈まつり〉

## 같이 보기
- NHK 홍백가합전